# Yuberjén Martínez
Yuberjén Martínez (Chigorodó, 1 november 1991) is een bokser uit Colombia. Namens zijn vaderland won hij de zilveren medaille bij de Olympische Spelen van 2016 in Rio de Janeiro. In de finale van de gewichtsklasse tot 48 kilogram (licht vlieggewicht) verloor hij op punten (3-0) van de Oezbeek Hasanboy Doesmatov. 

## Erelijst

### Olympische Spelen
- 2016 in Rio de Janeiro, Brazilië (– 49 kg)